# Die Hart
Die Hart ist eine amerikanische Comedy-Serie für Quibi von und mit Kevin Hart als fiktionalisierte Version seiner selbst, die am 20. Juli 2020 erschien. Nach dem Aufkauf der Quibi-Inhalte durch Roku wurde die Serie um eine zweite Staffel verlängert, die Die Harter heißt und am 31. März 2023 erschien. Die dritte Staffel erschien bei Ruko am 13. Dezember 2024.
Die Titel sind eine Anlehnung an Stirb langsam (Original: Die Hard) und Stirb langsam 2 (Original: Die Harder). International erschienen die Staffeln als Filmfassungen auf Prime Video.

## Handlung
Comedian Kevin Hart ist es leid, Sidekick-Rollen zu spielen, als er von einem Regisseur das Angebot für eine Rolle als Actionheld erhält. Doch dafür muss er zunächst eine Action-Schule durchlaufen, die von dem Verrückten Ron Wilcox geleitet wird.

## Episodenliste

### Staffel 1 (Quibi)
| Nr. (ges.) | Nr. (St.) | Originaltitel           | Erstveröffentlichung USA | Regie      | Drehbuch       |
| ---------- | --------- | ----------------------- | ------------------------ | ---------- | -------------- |
| 1          | 1         | The Recruit             | 20. Juli 2020            | Eric Appel | Tripper Clancy |
| 2          | 2         | Man on Fire             | 21. Juli 2020            | Eric Appel | Tripper Clancy |
| 3          | 3         | Wonder Woman            | 22. Juli 2020            | Eric Appel | Tripper Clancy |
| 4          | 4         | Sex, Lies and Videotape | 23. Juli 2020            | Eric Appel | Tripper Clancy |
| 5          | 5         | The Truman Show         | 24. Juli 2020            | Eric Appel | Tripper Clancy |
| 6          | 6         | The Godfather           | 25. Juli 2020            | Eric Appel | Tripper Clancy |
| 7          | 7         | The Great Escape        | 26. Juli 2020            | Eric Appel | Tripper Clancy |
| 8          | 8         | Bad Boys                | 27. Juli 2020            | Eric Appel | Tripper Clancy |
| 9          | 9         | Live Free or Die Hard   | 28. Juli 2020            | Eric Appel | Tripper Clancy |
| 10         | 10        | True Lies               | 29. Juli 2020            | Eric Appel | Tripper Clancy |

### Staffel 2 (Roku)
| Nr. (ges.)                               | Nr. (St.) | Originaltitel             | Regie      | Drehbuch       |
| ---------------------------------------- | --------- | ------------------------- | ---------- | -------------- |
| 11                                       | 1         | Hart Broken               | Eric Appel | Tripper Clancy |
| 12                                       | 2         | Escape from Hell          | Eric Appel | Tripper Clancy |
| 13                                       | 3         | The Legend from Stromberg | Eric Appel | Tripper Clancy |
| 14                                       | 4         | Like Mother Like Son      | Eric Appel | Tripper Clancy |
| 15                                       | 5         | The Famous Mondolvias     | Eric Appel | Tripper Clancy |
| 16                                       | 6         | Mr. 206                   | Eric Appel | Tripper Clancy |
| 17                                       | 7         | Licensed and Bonded       | Eric Appel | Tripper Clancy |
| 18                                       | 8         | Face Off                  | Eric Appel | Tripper Clancy |
| Alle Folgen erschienen am 31. März 2023. |           |                           |            |                |

### Staffel 3 (Roku)
| Nr. (ges.)                                   | Nr. (St.) | Originaltitel                    | Regie      | Drehbuch                       |
| -------------------------------------------- | --------- | -------------------------------- | ---------- | ------------------------------ |
| 19                                           | 1         | The Peanut Man                   | Josh Ruben | Derek Kolstad & Tripper Clancy |
| 20                                           | 2         | The Relatively Small Package     | Josh Ruben | Derek Kolstad & Tripper Clancy |
| 21                                           | 3         | The Fisher King                  | Josh Ruben | Derek Kolstad & Tripper Clancy |
| 22                                           | 4         | The Vacuum from Sarasota         | Josh Ruben | Derek Kolstad & Tripper Clancy |
| 23                                           | 5         | The Legend of Lionel Pendergrass | Josh Ruben | Derek Kolstad & Tripper Clancy |
| 24                                           | 6         | The Face of Guffey Light         | Josh Ruben | Derek Kolstad & Tripper Clancy |
| 25                                           | 7         | The Code of Hammurabi            | Josh Ruben | Derek Kolstad & Tripper Clancy |
| Alle Folgen erschienen am 13. Dezember 2024. |           |                                  |            |                                |

## Besetzung und Synchronisation
Die deutsche Synchronisation für die Filmfassung entstand nach Dialogbüchern und unter der Dialogregie von Angelika Scharf durch die Deluxe Media.
| Rolle               | Darsteller        | Synchronsprecher     | Staffel(n) |
| ------------------- | ----------------- | -------------------- | ---------- |
| Kevin Hart          | Kevin Hart        | Leonhard Mahlich     | 1–3        |
| Jordan King         | Nathalie Emmanuel | Marie-Isabel Walke   | 1–3        |
| Ron Wilcox          | John Travolta     | Thomas Nero Wolff    | 1          |
| Claude Van De Velde | Jean Reno         | Hanns Jörg Krumpholz | 1          |
| Josh Hartnett       | Josh Hartnett     | Simon Jäger          | 1          |
| André Moldovia      | Ben Schwartz      | Alexander Merbeth    | 2          |
| Cynthia Moldovia    | Paula Pell        | Anke Reitzenstein    | 2          |
| Mr. 206             | John Cena         | Dennis Schmidt-Foß   | 2          |
| Doug Eubanks        | Kevin Hart        | Leonhard Mahlich     | 2          |
| Pearl               | Anna Garcia       |                      | 3          |
| Agent Fisher        | Tony Cavalero     |                      | 3          |
| Jillian Jones       | Kathryn Hahn      |                      | 3          |
| Jackson Pepper      | J.K. Simmons      |                      | 3          |

## Produktion und Veröffentlichung
Die Serie von und mit Kevin Hart wurde erstmals im Juli 2019 unter dem Titel Action Scene angekündigt nach einer Idee basierend auf der Eröffnungssequenz von Harts Stand-up-Konzertfilm Kevin Hart: What Now? aus dem Jahr 2016, in der er einen Agenten als James-Bond-Parodie darstellt. Die Serie wurde von Harts Geschäftspartner Jeff Clanagan durch ihre gemeinsame Firma Laugh Out Loud produziert, während Hart selbst den Posten des Executive Producer einnahm. Geschrieben wurde die Serie von Tripper Clancy und Derek Kolstad und inszeniert von Eric Appel. Die Produktion der Serie begann in Atlanta im Februar 2020, in dem als weitere Hauptdarsteller John Travolta und Nathalie Emmanuel bekanntgegeben wurden.
Die Hart erschien ab dem 20. Juli 2020 bei Quibi, wo sie die meistgesehene Serie des Sommers gewesen sein soll, und wurde von dem Streamingdienst im September um eine zweite Staffel mit dem Titel Die Harter verlängert. Nach der Abschaltung von Quibi im Dezember 2020, ohne dass die Produktion der zweiten Staffel bereits begonnen hatte, und dem Verkauf an Roku erschien die Serie am 20. Mai 2021 als Roku Original auf dem Roku Channel, wo sie am Eröffnungswochenende von einer Rekordzahl an Haushalten gestreamt worden sein soll. Im Juni 2021 bestellte Roku die zweite Staffel, womit es sich um die erste ehemalige Quibi-Serie handelt, die von Roku verlängert wurde. Die zweite Staffel wurde dort am 31. März 2023 veröffentlicht. Während neben Hart auch Emmanuel zurückkehrt, erscheinen in neuen Rollen John Cena als Stuntman sowie Ben Schwartz und Paula Bell. Nachdem die zweite Staffel fast doppelt so viele Zuschauer am Eröffnungswochenende erreichte wie die erste, wurde die Serie im April um eine dritte Staffel verlängert. Im November 2024 wurden für die dritte Staffel unter anderem Kathryn Hahn und J.K. Simmons besetzt.
Eine Filmfassung der ersten Staffel erschien international, auch in Deutschland, am 24. Februar 2023 bei Prime Video. Der zweite Film Die Hart 2 erschien am 30. Mai 2024.

## Rezeption
Brian Tallerico für Rogerebert.com beschreibt die Serie als „Ausrede für Hart, seine Fähigkeiten der körperlichen Comedy in einer Erzählung zu zeigen, die etwas wie Ähnliches wie Die Truman Show aufklingen lässt, in seinen besten Momenten mit einem Helden, der nicht ganz sicher ist, ob, was er tut, real oder geschauspielert ist.“ Bei dem ursprünglichen Konzept als Film, der zu dünn sei für einen Kevin-Hart-Film, gebe es nicht genug Fleisch auf den Knochen für eine Studioproduktion. „Es gibt zweifellos witzige Momente, aber dies ist eine der Quibi-Serien, die sich nicht ganz wie ein Film oder ganz wie eine Serie anfühlen, verloren im Uncanny Valley in der Mitte.“
Matt Fowler von IGN bewertet die Serie eher mittelmäßig. Die Prämisse sei vielversprechend mit spitze Darstellungen, aber sie treffe nie ganz ins Schwarze, unter anderem aufgrund der Inkonsistenz, was aus der Wirklichkeit entnommen und was fiktional ist. Dadurch lande auch die Enthüllung am Ende nicht richtig.
Positiv schreibt Murjani Rawls vom Substream Magazine, die Serie habe ihre witzigen Momente, besonders wenn sie ihre Figuren in absurde Situationen wirft und von der einen irrsinnigen Situation in die nächste eskaliert. „Wenn man ein Fan der bisherigen Kevin-Hart-Filme ist, sind seine Kennzeichen allgegenwärtig. Während Die Hart damit ringt, wie sie die Aussage vermitteln will, ist sie unterhaltsam für alle Fans der 80er- und 90er-Actionfilme.“

### Nominierungen
Bei den Primetime Creative Emmy Awards 2021 waren Kevin Hart und John Travolta als herausragende Schauspieler sowie Nathalie Emmanuel als herausragende Schauspielerin einem Kurzformat nominiert. Für die zweite Staffel wurden Hart und Ben Schwartz sowie Emmanuel und Paula Pell nominiert; für die dritte Staffel sind Hart, Emmanuel und J.K. Simmons nominiert.